# Нурлы жол (мост)
Мост «Нурлы Жол» — мостовой переход через реку Иртыш в Павлодарской области Казахстана. Соединяет города Павлодар и Аксу, сократив путь между городами на 40 км. Является частью нового автобана «Центр-Восток». На момент открытия в 2016 году мост являлся самый длинным мостом в Казахстане и других странах Центральной Азии, пока в 2024 году не был построен Бухтарминский мост.

## История
Построен по швейцарской технологии, которая применена в Казахстане впервые. При строительстве моста использовано 13,5 тонны металлоконструкций, 140 тысяч кубических метров бетона. На весь проект, реализованный в рамках государственной программы «Нурлы жол», потрачено 53,8 миллиарда тенге.
Заказчиком строительства мостового перехода является АО «НК „КазАвтоЖол“», генеральный подрядчиком являлся ТОО «Казахдорстрой» холдинга BI Group

## Характеристики
Общая длина 12,26 км, из них 426 метров — вантово-арочный мост, включает в себя русловой мост через реку Иртыш и эстакадную часть с мостами через реки Усолка, Старый Иртыш и озеро Щучье.